# Simophion victorovi
Simophion victorovi là một loài tò vò trong họ Ichneumonidae.